# Empire Earth II: Władza absolutna
Empire Earth II: Władza absolutna (ang. Empire Earth II: The Art of Supremacy) – dodatek do gry komputerowej Empire Earth II, wyprodukowany przez Mad Doc Software i wydany w 2006 roku przez Activision Blizzard. Dodatek zawiera trzy nowe kampanie: egipską, rosyjską i masajską, oraz kilka nowych cywilizacji do pokierowania.